# Чемпионат мира по бобслею и скелетону 1987
40-й чемпионат мира по бобслею и скелетону прошёл с 10 по 18 февраля в 1987 году в городе Санкт-Мориц (Швейцария).

## Бобслей

### Соревнование двоек
| Золото                                        | Серебро                                      | Бронза                                            |
| Ральф Пихлер, Келесте Польтера (4:33,09 мин.) | Ханс Хильтебранд, Андре Киссер (+ 0,36 сек.) | Вольфганг Хоппе, Дитмар Шауэрхаммер (+ 1,40 сек.) |

### Соревнование четвёрок
| Золото                                                                      | Серебро                                                                          | Бронза                                                                  |
| Ханс Хильтебранд, Урс Фехлманн, Эрвин Фассбинд, Андре Киссер (4:22,65 мин.) | Вольфганг Хоппе, Дитмар Шауэрхаммер, Богдан Музиоль, Роланд Ветциг (+ 0,26 сек.) | Ральф Пихлер, Хаинрих Отт, Келесте Польтера, Едгар Диетше (+ 1,11 сек.) |

## Медальный зачёт
| Место | Страна    | Золото | Серебро | Бронза | Всего |
| ----- | --------- | ------ | ------- | ------ | ----- |
| 1     | Швейцария | 2      | 1       | 1      | 4     |
| 2     | ГДР       | 0      | 1       | 1      | 2     |